# دونالد ويلزي
دونالد ويلزي (بالإنجليزية: Donald Welsh)‏ هو ناشر أمريكي، ولد في 6 أكتوبر 1943، وتوفي في 6 فبراير 2010 بسبب غرق.